# Gorka Iturraspe
Gorka Iturraspe Derteano (* 3. Mai 1994 in Abadiño) ist ein spanischer Fußballspieler.

## Karriere
Iturraspe begann seine Karriere bei Athletic Bilbao. Im Februar 2013 spielte er erstmals für das Farmteam CD Baskonia in der Tercera División. Im September 2014 debütierte er für Athletic Bilbao B in der Segunda División B.
Mit Bilbao B konnte er zu Saisonende in die Segunda División aufsteigen. Sein Debüt in der zweithöchsten spanischen Spielklasse gab er am zweiten Spieltag der Saison 2015/16 gegen den FC Elche. Zu Saisonende hatte Iturraspe 25 Einsätze zu Buche stehen. Mit Bilbao B musste er jedoch nach nur einer Saison als Tabellenletzter wieder in die Segunda División B absteigen.
Ab Sommer 2017 folgten weitere Stationen in der Primera Federación.

## Persönliches
Iturraspes Bruder Ander (* 1989) ist ebenfalls Fußballspieler und kam bereits im spanischen Nationalteam zum Zug.